# Окурка
Окурка́ (укр. Окурка, крымскотат. Okurka, Окурка) — маловодная река (балка) в Бахчисарайском районе Крыма, левый приток Качи. Длина водотока — 5,0 км, площадь водосборного бассейна — 15,6 км².

## География
Истоки Окурки находятся в овраге северного склона хребта Хошалар, балка пролегает в северном направлении. У Окурки, согласно справочнику «Поверхностные водные объекты Крыма», 15 безымянных притоков-балок, длиной менее 5 километров, на картах собственное название имеет значительный левый — Когем-Озенчик, начинающийся родником Ялау-чешме на высоте 413 м. Река впадает в Качу слева, у бывшего села Охотничье (до 1948 года Авджикой), в 49,0 км от устья. Водоохранная зона реки установлена в 50 м.